# Montevarchi Calcio Aquila 1902 1995-1996
Questa voce raccoglie le informazioni riguardanti il Montevarchi Calcio Aquila 1902 nelle competizioni ufficiali della stagione 1995-1996.

## Rosa
| N. |                   | Ruolo | Calciatore          |
| -- | ----------------- | ----- | ------------------- |
|    | Italia (bandiera) |       | Acampora            |
|    | Italia (bandiera) | D     | Giuseppe Antonaccio |
|    | Italia (bandiera) | C     | Alessio Batistini   |
|    | Italia (bandiera) | A     | Daniele Beltrammi   |
|    | Italia (bandiera) | P     | Federico Bigliazzi  |
|    | Italia (bandiera) | D     | Fabio Cappelli      |
|    | Italia (bandiera) | A     | Guido Carboni       |
|    | Italia (bandiera) | D     | Ivano Cardarelli    |
|    | Italia (bandiera) | D     | Marco Chirico       |
|    | Italia (bandiera) | A     | Enrico D'Aniello    |
|    | Italia (bandiera) | C     | Andrea Del Bianco   |
|    | Italia (bandiera) | C     | Loris Del Nevo      |
|    | Italia (bandiera) | C     | Alessio Di Mella    |

| N. |                   | Ruolo | Calciatore           |
| -- | ----------------- | ----- | -------------------- |
|    | Italia (bandiera) | C     | Manolo Ermini        |
|    | Italia (bandiera) |       | Galli                |
|    | Italia (bandiera) |       | Giovanni Ianuale     |
|    | Italia (bandiera) | D     | Paolo Martelli       |
|    | Italia (bandiera) | C     | Massimiano Menchetti |
|    | Italia (bandiera) | D     | Alberto Morbidelli   |
|    | Italia (bandiera) | C     | Giuseppe Pingitore   |
|    | Italia (bandiera) | D     | Giuseppe Scattini    |
|    | Italia (bandiera) | D     | Marco Sereni         |
|    | Italia (bandiera) | C     | Cristiano Signorini  |
|    | Italia (bandiera) | D     | Silvio Toniolo       |
|    | Italia (bandiera) | P     | Christian Trombini   |

## Risultati

### Campionato

#### Girone di andata
| 27 agosto 1995 1ª giornata | Montevarchi | 1 – 0 | Alessandria |  |

| 3 settembre 1995 2ª giornata | Massese | 0 – 1 | Montevarchi |  |

| 10 settembre 1995 3ª giornata | SPAL | 1 – 0 | Montevarchi |  |

| 17 settembre 1995 4ª giornata | Montevarchi | 2 – 1 | Saronno |  |

| 24 settembre 1995 5ª giornata | Pro Sesto | 0 – 1 | Montevarchi |  |

| 1º ottobre 1995 6ª giornata | Montevarchi | 1 – 0 | Prato |  |

| 8 ottobre 1995 7ª giornata | Carrarese | 0 – 0 | Montevarchi |  |

| 15 ottobre 1995 8ª giornata | Montevarchi | 1 – 2 | Empoli |  |

| 22 ottobre 1995 9ª giornata | Leffe | 2 – 2 | Montevarchi |  |

| 29 ottobre 1995 10ª giornata | Montevarchi | 1 – 2 | Modena |  |

| 12 novembre 1995 11ª giornata | Como | 2 – 1 | Montevarchi |  |

| 19 novembre 1995 12ª giornata | Montevarchi | 2 – 0 | Ravenna |  |

| 26 novembre 1995 13ª giornata | Spezia | 0 – 2 | Montevarchi |  |

| 3 dicembre 1995 14ª giornata | Montevarchi | 1 – 1 | Brescello |  |

| 10 dicembre 1995 15ª giornata | Monza | 2 – 2 | Montevarchi |  |

| 17 dicembre 1995 16ª giornata | Montevarchi | 2 – 1 | Fiorenzuola |  |

| 30 dicembre 1995 17ª giornata | Carpi | 1 – 1 | Montevarchi |  |

#### Girone di ritorno
| 7 gennaio 1996 18ª giornata | Alessandria | 1 – 0 | Montevarchi |  |

| 14 gennaio 1996 19ª giornata | Montevarchi | 2 – 0 | Massese |  |

| 28 gennaio 1996 20ª giornata | Montevarchi | 0 – 2 | SPAL |  |

| 4 febbraio 1996 21ª giornata | Saronno | 2 – 0 | Montevarchi |  |

| 18 febbraio 1996 22ª giornata | Montevarchi | 0 – 0 | Pro Sesto |  |

| 25 febbraio 1996 23ª giornata | Prato | 3 – 3 | Montevarchi |  |

| 3 marzo 1996 24ª giornata | Montevarchi | 1 – 1 | Carrarese |  |

| 10 marzo 1996 25ª giornata | Empoli | 4 – 1 | Montevarchi |  |

| 24 marzo 1996 26ª giornata | Montevarchi | 1 – 1 | Leffe |  |

| 31 marzo 1996 27ª giornata | Modena | 1 – 0 | Montevarchi |  |

| 7 aprile 1996 28ª giornata | Montevarchi | 0 – 0 | Como |  |

| 14 aprile 1996 29ª giornata | Ravenna | 3 – 1 | Montevarchi |  |

| 21 aprile 1996 30ª giornata | Montevarchi | 0 – 0 | Spezia |  |

| 5 maggio 1996 31ª giornata | Brescello | 2 – 1 | Montevarchi |  |

| 12 maggio 1996 32ª giornata | Montevarchi | 1 – 1 | Monza |  |

| 19 maggio 1996 33ª giornata | Fiorenzuola | 2 – 1 | Montevarchi |  |

| 26 maggio 1996 34ª giornata | Montevarchi | 0 – 1 | Carpi |  |